# Atsinganosaure
L'atsinganosaure (Atsinganosaurus) és un gènere de dinosaure titanosaure que va viure al Cretaci superior en el que actualment és França. L'espècie tipus és Atsinganosaurus velauciensis, fa referència a la localitat en què va ser trobada, Velaux-La Bastide Neuve.
L'espècie tipus va ser determinada i descrita per Géraldine Garcia, Sauveur Amico, Francois Fournier, Eudes Thouand i Xavier Valentin l'any 2010.